# NGC 1435
NGC 1435 (другое обозначение — CED 19I) — отражательная туманность в созвездии Телец.
Этот объект входит в число перечисленных в оригинальной редакции «Нового общего каталога».
Находится рядом со звездой Меропа и простирается почти прямо на юг от неё. Для наблюдения NGC 1435 в ясную ночь достаточен 4-дюймовый телескоп.